# Wushu ai Giochi mondiali 2022 - Daoshu e Gunshu maschile
La gara del daoshu e gunshu maschile di wushu ai Giochi mondiali 2022 si è svolta il 12 e il 13 luglio 2022 a Birmingham.

## Risultati
| Rank | Atleta            | Nazione       | Daoshu | Gunshu | Totale |
| ---- | ----------------- | ------------- | ------ | ------ | ------ |
| 1    | Wu Zhaohua        | Cina          | 9.627  | 9.657  | 19.284 |
| 2    | Jowen Lim         | Singapore     | 9.520  | 9.564  | 19.084 |
| 3    | Loan Drouard      | Francia       | 9.313  | 9.500  | 18.813 |
| 4    | Amr Kasem Kasem   | Egitto        | 9.457  | 9.130  | 18.587 |
| 5    | Chen-Ming Wang    | Taipei cinese | 9.133  | 9.453  | 18.586 |
| 6    | Giordano Domenico | Italia        | 9.107  | 9.340  | 18.447 |